# Иваниш Драгишић Хрватинић
Иваниш Драгишић (умро пре 22. августа 1446) је био војвода из породице Хрватинића. Имао је поседе у жупама Сани, Бањици и Глажу у земљи Доњи Краји.

## Биографија
Иваниш је био син Драгише Хрватинића, једног од четворице синова Вукца Хрватинића. Стриц му је био херцег Хрвоје Вукчић Хрватинић. Вукац је имао и синове Вука и Војислава. Драгиша се у историјским изворима последњи пут јавља 1401. године. Иваниш Драгишић се помиње као један од сведока у повељи Јураја Војсалића, сина Војислава Вукчића Хрватинића од 12. августа 1434. године. Јурај је овом повељом потврдио Радивојевићима све територије које су држали и ставио их под заштиту фра Жуана. Јурај је био Иванишев брат од стрица. Иванишеви синови држали су: Кључ са жупом Бањицом, град Глаж са истоименом жупом, град Мрин и Кијевац у жупи Сани, село које је припадало граду Градишки и два села у жупи Ускопљу. Претпоставља се да је ове територије окупио још Иваниш, а да су га на њима, као на недељивој баштини, наследили синови. Иваниш Драгишић је свакако био веран католичкој цркви. То показују хришћанска имена његових синова (Павле, Марко, Јурај/Ђурађ), као и чињеница да је у Глажу постојала католичка црква Светог Николе.
Војвода Иваниш је умро пре 22. августа 1446. године. Тада је босански краљ Стефан Томаш потврдио Иванишевим синовима, Павлу, Марку и Јурају, град Кључ са 60 села у жупама Мрин, Бањица, Глаж и Ускопље.

## Породично стабло
|  |                            |  |  |  |  |  |  |  |  |  |  |  |  |  |  |  |
|  | Стјепан (кнез Доњих Краја) |  |  |  |  |  |  |  |  |  |  |  |  |  |  |  |
|  |                            |  |  |  |  |  |  |  |  |  |  |  |  |  |  |  |
|  |                            |  |  |  |  |  |  |  |  |  |  |  |  |  |  |  |
|  | Хрватин Стјепанић          |  |  |  |  |  |  |  |  |  |  |  |  |  |  |  |
|  |                            |  |  |  |  |  |  |  |  |  |  |  |  |  |  |  |
|  |                            |  |  |  |  |  |  |  |  |  |  |  |  |  |  |  |
|  | Вукац Хрватинић            |  |  |  |  |  |  |  |  |  |  |  |  |  |  |  |
|  |                            |  |  |  |  |  |  |  |  |  |  |  |  |  |  |  |
|  |                            |  |  |  |  |  |  |  |  |  |  |  |  |  |  |  |
|  | Драгиша Вукчић Хрватинић   |  |  |  |  |  |  |  |  |  |  |  |  |  |  |  |
|  |                            |  |  |  |  |  |  |  |  |  |  |  |  |  |  |  |
|  |                            |  |  |  |  |  |  |  |  |  |  |  |  |  |  |  |
|  | Иваниш Драгишић            |  |  |  |  |  |  |  |  |  |  |  |  |  |  |  |
|  |                            |  |  |  |  |  |  |  |  |  |  |  |  |  |  |  |
|  |                            |  |  |  |  |  |  |  |  |  |  |  |  |  |  |  |